# Udea murinalis
Udea murinalis is een vlinder uit de familie van de grasmotten (Crambidae), uit de onderfamilie van de Spilomelinae. De wetenschappelijke naam van deze soort is voor het eerst voorgesteld als Scopula murinalis door Josef Emanuel Fischer von Röslerstamm in een publicatie uit 1842.

## Verspreiding
De soort komt voor in de Alpen van Frankrijk, Duitsland, Zwitserland, Oostenrijk en Italië.

## Waardplanten
De rups leeft op Viola biflora (Violaceae).